# 亨利·奧爾森
亨利·馬蒂努斯·奧爾森（英語：Henry Martinus Olsen，1887年3月11日—1978年8月16日），是一位挪威田徑運動員，專攻障礙賽。他為奧斯陸IF隊效力。
他參加了1908年夏季奧運會，在跳高和三級跳遠比賽中都獲得第13名。他也曾參加跳遠比賽，但成績不詳。奧爾森四度榮膺挪威冠軍，兩度獲得立定跳高項目冠軍，並於1913年贏得兩項冠軍：110公尺跨欄和立定跳遠。他在場地障礙比賽中多次獲得第二和第三名。
以今天的標準，他在三級跳遠項目中表現最為突出，他的個人最佳成績是在1908年5月在奧斯陸取得的13.82公尺。